# Гороза Віктор Григорович
Віктор Григорович Гороза (рос. Виктор Григорьевич Гороза; нар. 27 лютого 1926, УРСР) — радянський футболіст та тренер, виступав на позиції захисника, а згодом — півзахисника.

## Кар'єра гравця
Вихованець «Динамо» (Київ). З 1966 року виступав у резервній, а згодом й у першій командій «Динамо». Дебютував у першій команді киян  3 листопада 1968 року в нічийному (0:0) домашньому поєдинку 36-о туру групи 1 Класу А проти єреванського «Арарату». Віктор вийшов на поле на 70-й хвилині, замінивши Сергія Шкляра. У чемпіонаті СРСР за «Динамо» зіграв 4 поєдинки.
У 1970 році перейшов до «Металурга» (Запоріжжя). Дебютував у футболці запорожців зіграв 24 матчі у чемпіонаті СРСР (1 гол) та  3 матчі (1 гол) у кубку СРСР. У 1972 року став гравцем «Шахтар» (Стаханов), а в наступному сезоні — харківського «Металіста». Дебютував у футболці харків'ян 1 квітня 1973 року в програному (0:3) виїзному поєдинку 1/16 фіналу кубку СРСР проти київського «Динамо». Гороза вийшов на поле в стартовому складі та відіграв увесь матч. У першій лізі СРСР за харків'ян дебютував у нічийному (0:0) домашньому поєдинку 1-о туру проти івановського «Текстильника». Віктор вийшов у стартовому складі, а на 46-й хвилині його замінив Валерій Бокатов. В складі «Металіста» й завершив виступи в командах майстрів. Після цього виступав в аматорських клубах «Схід» (Київ) та команді Південно-Східних військ СРСР (Будапешт).

## Тренерська діяльність
Після завершення ігрової кар'єри працював з дітьми, навчаючи їх основам футбольної майстерності. Деякий час тренував дітей 1989 року народження в клубі «Арсенал» (Київ). Одним з його вихованців є Роман Зозуля. У 2005 році був тренером клубу «Єдність» (Плиски).

## Досягнення

### Клубні
- Вища ліга чемпіонату СРСР
  -  Чемпіон (1): 1968

### Індивідуальні
- Майстер спорту СРСР (1968)